# Moitessieria corsica
Moitessieria corsica es una especie de molusco gasterópodo de la familia Hydrobiidae en el orden de los Mesogastropoda.

## Distribución geográfica
Se encuentra en Francia. 